# Hermann Bergenthal
 Hermann Bergenthal  (* 7. Oktober 1891 in Oberschledorn; † 4. Dezember 1975 ebenda) war ein deutscher Maler.

## Leben

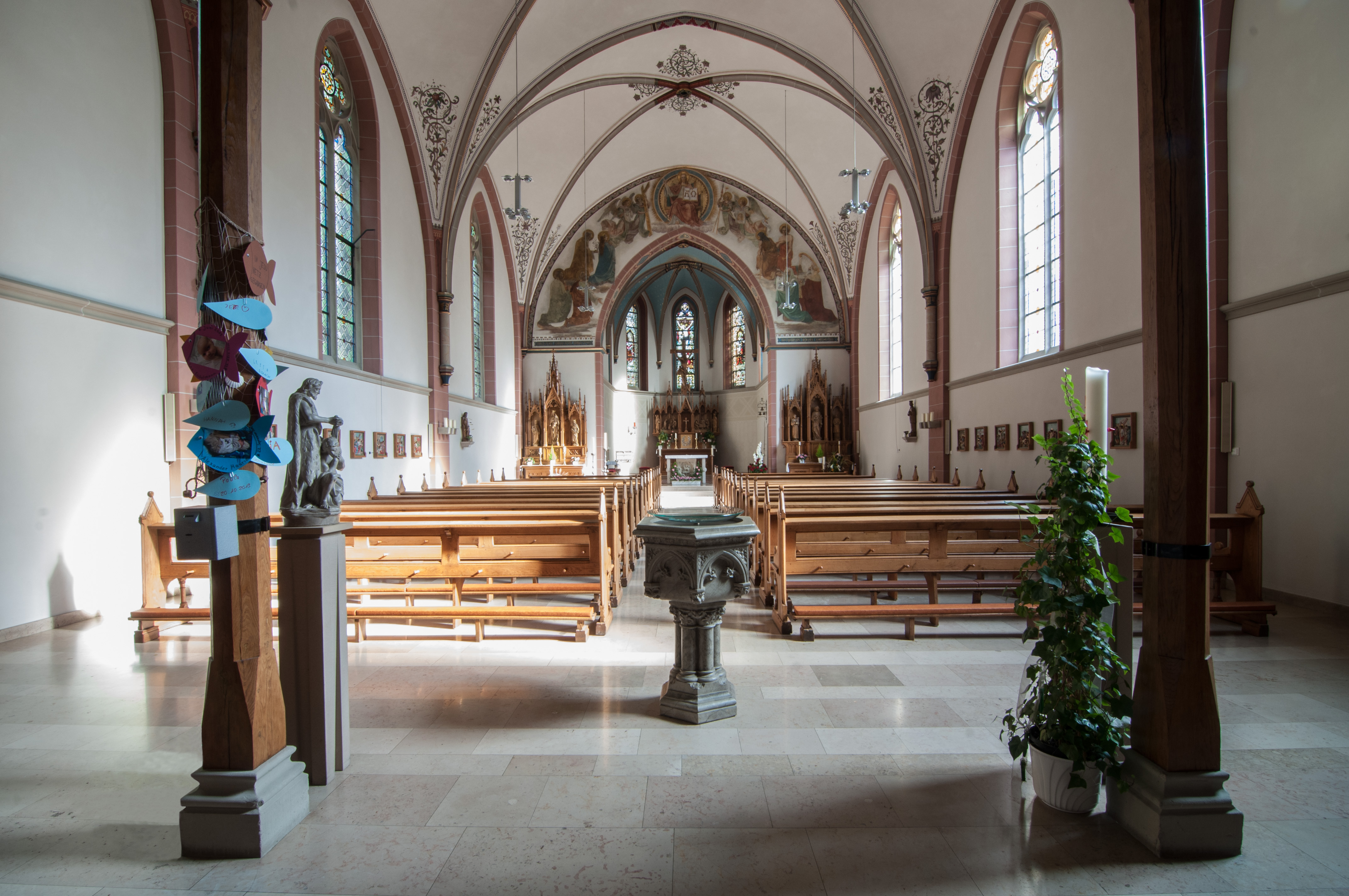
St. Sebastian in Endorf mit der figürlichen Ausmalung Bergenthals

Hermann Bergenthal war Sohn des 1861 in Oberschledorn geborenen gleichnamigen Kirchenmalers. Am 18. Oktober 1909 immatrikulierte er sich an der Akademie der Bildenden Künste München und studierte unter Martin von Feuerstein Religiöse Malerei.
In der von seinem Vater ausgemalten Pfarrkirche von Endorf führte Bergenthal 1910 als sein Erstlingswerk die figürliche Malerei aus. 1912/1913 malte er die Altarblätter der Marienkirche in Dalhausen. Weitere Werke finden sich in den Kirchen von Stahle und Herstelle an der Weser, in Dortmund, Duisburg oder Bonn, Dorlar, Oesdorf oder Düdinghausen.
Das Sauerland-Museum in Arnsberg zeigte 2008 eine Retrospektive mit Werken der Künstlerfamilie.